# Tokuschi
Tokuschi  (russisch Токуши; kasachisch Тоқушы Toquschy) ist ein Dorf in Kasachstan.

## Geographische Lage
Der Ort liegt im Gebiet Nordkasachstan 34 km östlich von der Gebietshauptstadt Petropawlowsk nahe der Grenze zu Russland.

## Bevölkerung
Tokuschi wird großteils von Russen bewohnt.
Bis in Ende der 90er Jahre waren sehr viele Russland-Deutsche in Tokuschi beheimatet bis zur Auswanderung in die BRD.

## Geschichte
Der Ort wurde im Jahr 1864 gegründet. In Tokuschi befindet sich eine Eisenbahnstation auf der Strecke Petropawlowsk-Omsk. Auf diesem Abschnitt durchquert der älteste und somit ursprüngliche Hauptzweig der Transsibirischen Eisenbahn für kasachisches Gebiet (heute verläuft die Hauptlinie jedoch weiter nördlich in Russland auf einem neueren Zweig über Tjumen). Durch Tokuschi verläuft auch die ursprüngliche Trasse der russischen Fernstraße M51.